# São Jorge
São Jorge je ostrov v portugalském souostroví Azory v Atlantiku. Ostrov je 54 km dlouhý a jen 5 km široký a prakticky celý pokrývá neaktivní sopka. Vulkán eruptoval podél trhlinové zóny, táhnoucí se napříč celým ostrovem. Zpravidla klidné erupce čedičových láv si však vyžádaly i několik obětí na životech, v roce 1580 výbuch sopky usmrtil deset a v roce 1808 osm lidí. Poslední erupce se odehrála v roce 1907, přičemž šlo o podmořskou erupci u jižního kraje ostrova (v prodloužení trhlinového zlomu). V březnu roku 2022 došlo v okolí ostrova k nebezpečnému zvýšení seizmické aktivity.
Nejvyšším vrcholem ostrova je Pico da Esperança s nadmořskou výškou 1053 m. Kvůli barvě útesů je São Jorge nazýván „Hnědý ostrov“. Většina obyvatel obývá úrodné plošiny zvané fajãs, které vytvořily lávové proudy stékající do moře. Pěstuje se zde pšenice, réva vinná, boryt barvířský a kolokázie jedlá, z místního lišejníku se získává lakmus. Na ostrově se nachází jediná plantáž kávovníku v Evropě. Známým produktem je také sýr Queijo São Jorge.
Největším sídlem ostrova je Velas na západě, administrativním střediskem východní části je Calheta. Podle sčítání z roku 2021 žije na São Jorge 8 373 obyvatel. Prvním osadníkem byl koncem patnáctého století Wilhelm van der Haegen, který vybudoval usedlost Solar dos Tiagos. Roku 1694 proběhlo povstání proti vysokým daním, známé jako Motim dos Inhames. Chudoba vedla k rozsáhlému vystěhovalectví, především do USA. Roku 1983 byl otevřeno letiště v Santo Amaro, které umožnilo rozvoj obchodu a turistiky.